# Бурсја
Бурсја (фр. Bourcia) насеље је и општина у источној Француској у региону Франш-Конте, у департману Јура која припада префектури Лон ле Соније.
По подацима из 2011. године у општини је живело 113 становника, а густина насељености је износила 10,15 становника/km². Општина се простире на површини од 11,13 km². Налази се на средњој надморској висини од 369 метара (максималној 770 m, а минималној 348 m).

## Демографија
| 1962. | 1968. | 1975. | 1982. | 1990. | 1999. | 2011. |
| ----- | ----- | ----- | ----- | ----- | ----- | ----- |
| 81    | 113   | 100   | 78    | 86    | 110   | 113   |

График промене броја становника у току последњих година